# Otto Mackensen
Otto Mackensen (* 14. Mai 1879 in Holzminden; † 9. Februar 1940 in Jena) war ein deutscher Maschinenbauingenieur, Optiker und Erfinder.

## Leben
Otto Mackensen wurde 1879 in Holzminden als Sohn der Bäckerswitwe Luise Mackensen, geb. Meier, aus einer nichtehelichen Beziehung geboren. Seine älteren Halbbrüder waren der Maler Fritz Mackensen und der Architekt Wilhelm Mackensen.
Otto besuchte das Gymnasium in Holzminden und in Hannover. An der Oberrealschule in Elberfeld erhielt er das Abitur und studierte anschließend ab 1899 Maschinenbau an der Technischen Hochschule Hannover. Seit 1899 gehörte er der Hannoverschen Burschenschaft Germania an. Er wechselte 1902 an die Technischen Hochschule Braunschweig. Dort legte er 1904 die Prüfung als Diplom-Ingenieur der Fachrichtung Maschinenbau ab und blieb bis 1907 Assistent Hermann Frankes, bevor er nach Jena zu Carl Zeiss wechselte. In den optischen Werkstätten übernahm er die Leitung des Konstruktionsbüros für Maschinenbau, die er bis 1940 innehatte. Daneben war er im Unternehmen mit zahlreichen Sonderaufgaben betraut. Während des Ersten Weltkriegs leistete er kurzzeitig Kriegsdienst als Sachberater bei der Artillerieprüfungskommission.
Mackensen erhielt 1917 vom Land Braunschweig, noch vor seiner Promotion, den Professorentitel verliehen. Im Jahr 1926 wurde er an der TH Braunschweig zum Dr.-Ing. promoviert. Er war Mitglied in der Deutschen Gesellschaft für Mechanik und Optik. Er gehörte auch dem Verein Deutscher Ingenieure (VDI) und dem Braunschweiger Bezirksverein des VDI an.
Mackensens Erfindungen, überwiegend zu Fernrohren, Zielgeräten und speziellen Schleifverfahren, sind in 44 Patenten dokumentiert. Er stellte bis zu 2 m Durchmesser große Scheinwerferspiegel her, für deren Bearbeitung er das Meridianschleifverfahren entwickelte. Weiterhin erfand er eine Schmirgelsortieranlage. Er führte im Jahr 1933 die Entwicklung der maschinellen Anfertigung asphärischer, d. h. nicht kugeliger, Flächen für die Optik zum Erfolg. Ein dabei benutztes, auch anderweitig verwendetes Spannlager wurde nach ihm benannt.
Mackensen war seit Februar 1911 verheiratet mit der Werkmeistertochter Hedwig, geb. Sprung. Das Paar hatte einen Sohn und eine Tochter.
Otto Mackensen starb im Februar 1940 im Alter von 60 Jahren in Jena.

## Schriften (Auswahl)
- Beitrag zum Schleifen von Glas für Zwecke des Optik, Dissertation, Braunschweig 1926.